# Кеннелл, Кэри
Кэ́ри Ке́ннелл Уи́тмен (англ. Kari Kennell Whitman; род. 21 июня 1964, Колорадо-Спрингс, Колорадо, США) — американская актриса и фотомодель. Playmate мужского журнала «Playboy» в феврале 1988 года.

## Избранная фильмография
| Год  |   | Русское название               | Оригинальное название    | Роль                     |
| ---- | - | ------------------------------ | ------------------------ | ------------------------ |
| 1987 | ф | Полицейский из Беверли-Хиллз 2 | Beverly Hills Cop II     | модель Playboy           |
| 1989 | с | Женаты… с детьми               | Married... with Children | Маффи                    |
| 1990 | ф | Мужчины за работой             | Men at Work              | Джуди                    |
| 1993 | с | Спасатели Малибу               | Baywatch                 | Мелинда                  |
| 1993 | с | Отступник                      | Renegade                 | имя персонажа неизвестно |
| 1995 | с | Она написала убийство          | Murder, She Wrote        | Мардж Дивер              |
| 1998 | с | Полиция Нью-Йорка              | NYPD Blue                | Надин                    |
| 1998 | с | Детектив Нэш Бриджес           | Nash Bridges             | Сидни Грир               |
| 2002 | с | Секретные материалы            | The X-Files              | Роксанн                  |